# Савиньи-сюр-Орж

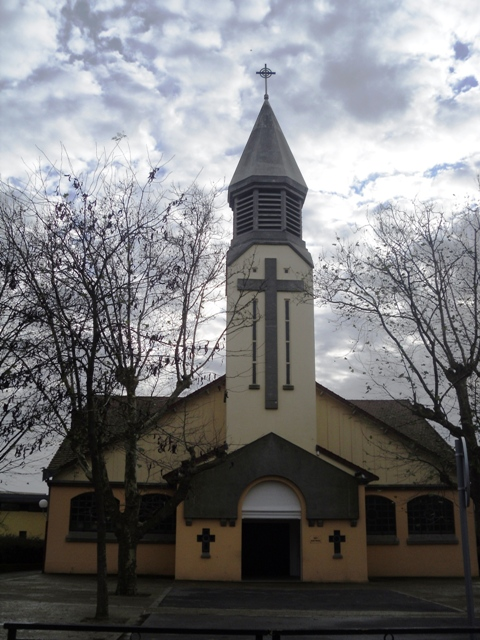
Церковь Савиньи-сюр-Орж

Савиньи-сюр-Орж (фр. Savigny-sur-Orge saviɲi syʁ ɔʁʒ) — французская коммуна в департменте Эсон. Входит в метрополию Большой Париж, расстояние до центра Парижа около 20 км.
Площадь коммуны — 7 км². Население — 37 570 человек. В 2 км к юго-востоку расположен город Морсан-сюр-Орж.
Высота центра города — 41 м. Через город протекают реки Орж и Иветт.
Мэр города — Эрик Мелёрн (фр. Eric Melhorn).

## Известные жители
- Дюко дю Орон